# Massa (principado)
Massa fue un antiguo principado situado en la actual Italia. El principado de Massa-Carrara perteneció a los Malaspina hasta el siglo XVI cuando pasa a los  Cybo. En 1741 con la boda de María Teresa Cybo-Malaspina, se uniría a la casa de Este (Módena).
Tras los avatares del periodo napoleónico, fue entregado en 1815 por el Congreso de Viena a María Beatriz de Este. A su muerte en 1829 pasó a su hijo Francisco IV de Módena.

## Bandera
Massa y Carrara usaron de 1790 a 1829 la bandera blanca con el escudo de Cybo-Malaspina simplificado, con escudete de Austria. El escudo es muy semejante al que muestra una de las dos banderas que se han conservada del tiempo de Alberico II.
- Datos: Q5690484